# Chrysobothris kabakovi
Chrysobothris kabakovi es una especie de escarabajo del género Chrysobothris, familia Buprestidae. Fue descrita científicamente por Alexeev in Alexeev, et al. en 1991.